# Liste der Landvögte der Neumark
Diese Liste enthält die Landvögte der brandenburgischen Neumark vom 14. bis zum 17. Jahrhundert.

## Geschichte
Die Neumark als Land östlich der Oder gehörte seit 1248 zur Markgrafschaft Brandenburg. Seit dem frühen 14. Jahrhundert sind Landvögte bekannt, die nach den Landesherren die wichtigsten Entscheidungsträger in dem Gebiet waren und deren Einschätzungen für die Herrscher von Bedeutung waren.
Auch während der Herrschaft des Deutschen Ordens (1403–1455) und in der eigenständigen Markgrafschaft Brandenburg-Küstrin (1535–1571) gab es dieses Amt.
Die Landvögte waren bei allen wichtigen Entscheidungen beteiligt, die die gesamte Neumark betrafen, sowohl in Verwaltungsangelegenheiten als auch in grundlegenden juristischen und politischen Fragen. Daneben gab es Vögte in kleineren Gebieten (Distriktsvögte).

## Landvögte
- Hasso von Wedel-Schivelbein, 1327–1347, danach gemeinsam mit weiteren Vögten
- Hasso (I) von Wedel-Uchtenhagen, 1352–1353
- Otto von Schlieben, 1353–1340
- Wedego von Wedel, 1360–1364
- Nickel von Ertmannsdorf, 1364–?
- Hasso (II) von Wedel-Uchtenhagen, 1370–1376
- Alvensleben, um 1390
- Caspar von Donyn (Donin), 1395 erwähnt
- Arn(old) von Baden, 1408, 1409 erwähnt
- Alexander Marwitz (Machewitz?), 1420 erwähnt
- Christoph Eglinger, 1446 erwähnt
- Paul von Conradsdorf (Cunersdorf), 1457–1458 erwähnt
- Dionisius von der Oste(n), 1460, 1461 erwähnt[3][4]
- Paul von Conradsdorf (Cunersdorf), 1467 erwähnt
- Heinrich von Borcke, 1467–1472
- Jacob von Polen(t)z, 1472–1475
- Christoph von Polenz, 1475–1497
- Berendt von Rhor (Bernd von Rohr), 1498–1503 erwähnt
- Matthias von Uchtenhagen, 1505, 1506 erwähnt
- Cersten (von) Borcke, um 1515–1526?, Sohn von Heinrich von Borcke, Schwiegersohn von Christoph von Polentz
- Melchior von Barfus, 1527(?)–1544
- Franz (von) Neumann, 1544–1564, dann Herrenmeister
- Detlof von Winterfeld, ?–1611
- Georg von Winterfeld, 1627–?